# Okrug Sandoval, Novi Meksiko
| Sandoval                                                   |                              |
| Zemljovid Novog Meksika s označenim okrugom Sandovalom.    |                              |
| Zemljovid SAD s označenom saveznom državom Novim Meksikom. |                              |
| Osnovan:                                                   | 1903.                        |
| Sjedište:                                                  | Bernalillo                   |
| Najveće naselje:                                           | Rio Rancho                   |
| Površina:                                                  | 9.624 km2                    |
| Br. stanovnika (2010.):                                    | 131.561                      |
| Kongresni okrug:                                           | 1., 3.                       |
| Vremenska zona:                                            | Stjenjačko vrijeme: UTC-7/-6 |
| Službene stranice:                                         | www.sandovalcountynm.gov     |

Sandoval je okrug u američkoj saveznoj državi Novom Meksiku.

## Stanovništvo
Prema popisu stanovništva 2010., stanovnici su 68,0% bijelci, 2,1% "crnci ili afroamerikanci", 12,9% "američki Indijanci i aljaskanski domorodci", 1,5% Azijci, 0,1% Havajci ili tihooceanski otočani, 3,9% dviju ili više rasa, 11,5% ostalih rasa. Hispanoamerikanaca i Latinoamerikanaca svih rasa bilo je 35,1%.

## Vanjske poveznice
- Postal History Poštanski uredi u okrugu Sandovalu, Novi Meksiko